# Großkayna
Großkayna is een plaats en voormalige gemeente in de Duitse deelstaat Saksen-Anhalt, en maakt deel uit van de Landkreis Saalekreis.

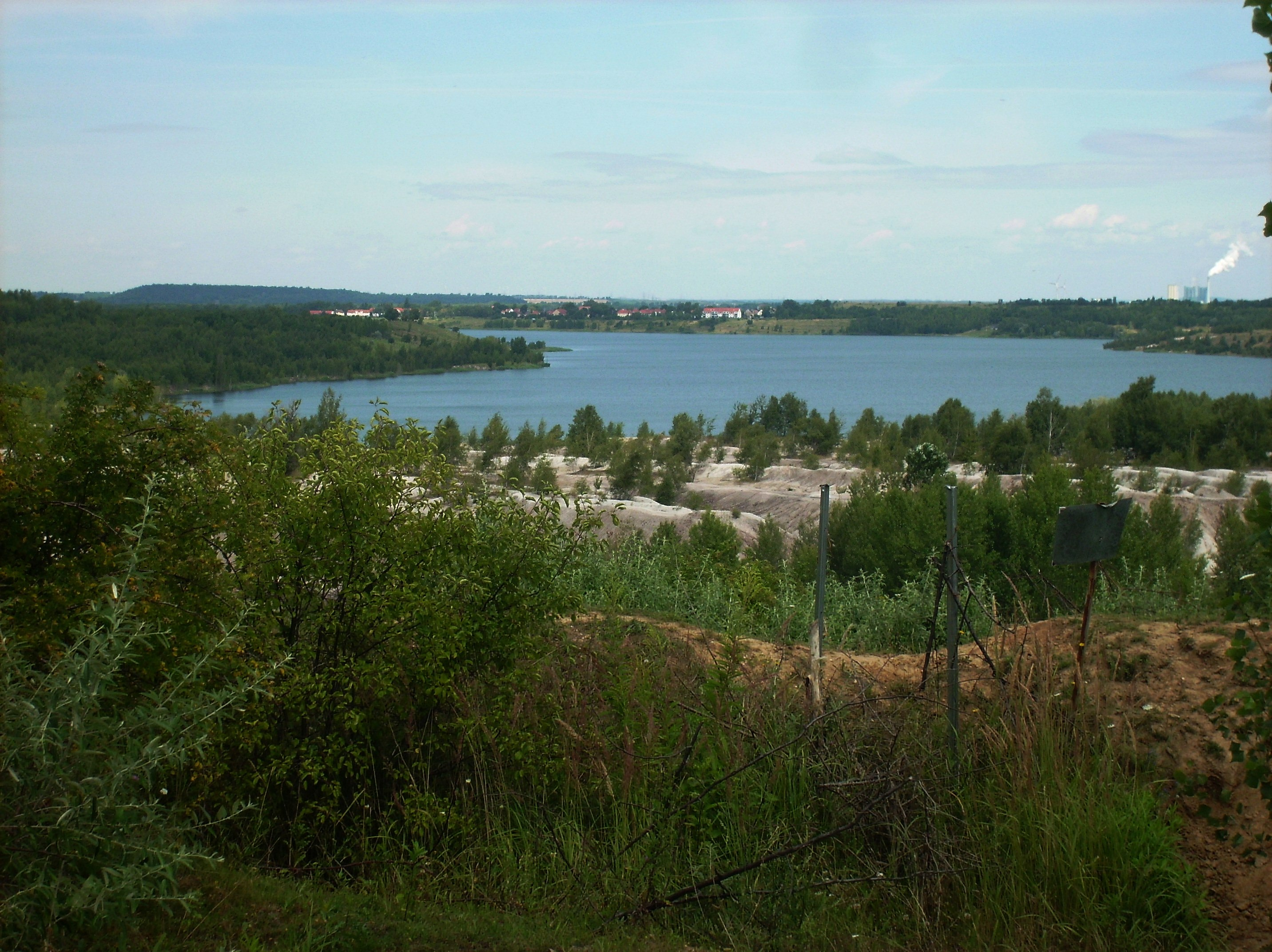

Großkayna telt 1.293 inwoners.